# Rojstvo v nevihti
Dramo je napisal Vitomil Zupan leta 1945. Kraj: Prvo dejanje v industrijskem obratu v mestu, drugo v kasarni-jetnišnici, tretje na robu požgane vasi. Čas: prvi dve dejanji v času italijanske okupacije, tretje po kapitulaciji Italije v nemški ofenzivi na osvobojeno ozemlje.

## Osebe
- Andrej Krim, kovinar
- Nina, njegova žena
- Miha, strojnik
- Mirtič, delovodja
- Marijana, snažilka
- Fatur, bivši študent
- Harz, oficir SS
- Žolc, ovaduh
- Delavec, delavka, karabinjerja, zdravnik, policijski komisar, ženica, ranjeni partizan, nemški oficir

## Vsebina

### 1. dejanje
Delavci v tovarni so vznemirjeni zaradi policijskih preiskav in zapiranj, sumijo, da je med njimi izdajalec. Delovodja Mirtič jih skuša pomiriti, sklicuje se na pamet, previdnost, čakanje. Fatur je za upor, podpre ga Krim; Mirtiču napove, da ga bo njegova srednja pot nujno pripeljala v tabor sovražnika
Nina se boji za Andreja, še tisto malo miru in sreče se jima kar naprej izmika. Vendar malodušje premaga z upanjem in iz ljubezni do moža.
Neznanec strelja na tovarniškega ovaduha Žolca. Pride policija in odpelje vse delavce v zapor, le Krim pobegne. A ovaduh ga izda in Krima aretirajo. Nina, ki je noseča, prosi Mirtiča za posredovanje. Mirtič obljubi, a rad bi plačilo kar takoj v naravi. Nina ga z gnusom odbije in odide, Mirtič pa obsedi ob steklenici in tuhta, kako bi srečno zvozil med Nemci in OF; boji se obeh.

### 2. dejanje
Delavci v zaporu zvedo, da Mirtič zbira plavo gardo, sodeluje s Harzom, skuša uničiti partizanstvo. Krima hudo mučijo, pred njim pretepajo Nino, Harz jo celo posili, a Krim molči. Ustrelili ga bodo kot talca; pred eksekucijo poskuša Harz vse, da bi Krim le spregovoril, ukaže privesti tudi Nino, a zaman. Žolc in Mirtič se že odkrito vdinjata Gestapu. Ko Krima v Nininem spremstvu peljejo v gramozno jamo, ilegalci OF napadejo sprevod in oba osvobodijo. Zaporniki se veselijo, Harz besni.

### 3. dejanje
Žolc in Mirtič morata sodelovati v ofenzivi na partizane, Harz se zaničljivo norčuje iz njunega strahu. Mirtič spozna, da srednja pot ni mogoča, obupa in se ustreli. Harz ostane ciničen in brutalen, čeprav tudi on skriva v sebi človeškost. Privedejo mu ujeto partizanko Nino, ki je v visoki nosečnosti, ranjena in se ob Harzovem ciničnem govorjenju onesvesti. Tedaj se pojavi hudo ranjeni Krim z brzostrelko. Harz uporabi Nino za ščit, a Nina, ki se je bila med tem zavedla, roti moža, naj strelja. Krim ustreli njo in Harza in se smrtno ranjen zgrudi. Skoraj že mrtva Nina rodi in umre, umre tudi Krim, a otrok bo živel.